# دهه ۵۰ (میلادی)
یاسین  ابنیکی 

## درگذشتگان
‎